# Benedikt Kuby
Benedikt Kuby (* um 1950) ist ein deutscher Regisseur, Drehbuchautor, Kameramann und Filmproduzent.

## Leben
Kuby arbeitete zuerst als Fotograf für verschiedene Magazine. Dann war er Regieassistent. Ab 1975 produzierte er eigene Filme. Für seine Filmreihe Der Letzte seines Standes? wurde er für den Adolf-Grimme-Preis 2005 nominiert.

## Filmografie (Auswahl)
- 1973/1974: Die große Ekstase des Bildschnitzers Steiner (Ton)
- 1974: Jeder für sich und Gott gegen alle (Regieassistent)
- 1975: Mein Onkel Theodor oder Wie man im Schlaf viel Geld verdient (Regieassistent)
- 1991–2005: Der Letzte seines Standes? (Regie, Drehbuch, Co-Produktion) 28 Folgen von insgesamt 68 der 1991 bis 2008 produzierten Serie
- 2013: Der Bauer bleibst du (Regie, Drehbuch, Kamera, Schnitt, Produzent)[1][2]